# Políticas de reparación posterior a la época del terrorismo en el Perú
En 2003, el Informe Final de la Comisión de la Verdad y Reconciliación (CVR) presentó un conjunto de recomendaciones sobre la creación de un Plan Integral de Reparaciones (PIR). Este profundizó en la centralidad de que el Estado se enfoque en la reparación de los daños y violaciones de derechos humanos cometidos durante la violencia política entre los años 1980 al 2000. Según la CVR (2003), la importancia de reparar radica en que se reconoce la dignidad de las víctimas de la violencia y la necesidad de remendar aquello que se ha roto ante los daños sociales, morales y materiales sufridos. 

### Marco normativo de las políticas de reparación
En julio de 2005, el Congreso aprobó por unanimidad la Ley de Reparaciones N° 28592, la cual estableció el marco normativo del Plan Integral de Reparaciones conforme a las recomendaciones de la CVR. Se nombró como ente coordinador de la implementación del PIR a la Comisión Multisectorial de Alto Nivel (CMAN). Además, la ley creó el Registro Único de Victimas (RUV) a cargo del Consejo de Reparaciones adscrito al Ministerio de Justicia y Derechos Humanos. 
Los programas de reparación que se crearon estuvieron relacionados con las reparaciones económicas, en educación, en salud, en acceso habitacional, colectivas y simbólicas, y otros programas de la CMAN. A partir del RUV, se estableció que las personas que accederían a los distintos programas de reparación serían las víctimas individuales (las reparaciones a las victimas fallecidas y desaparecidas considera como beneficiarios a los familiares directos) y/o víctimas colectivas (comunidades y centros poblados afectados por la violencia, y organizaciones de desplazados).

### Avance de las políticas de reparación

#### Reparaciones económicas
Los beneficiarios de las reparaciones económicas son los familiares de desaparecidos, familiares de fallecidos, víctimas de violencia sexual y víctimas que quedaron con discapacidad.La Comisión estableció el monto de 10 mil soles por la reparación de cada víctima individual (en caso de personas fallecidas y desaparecidas, esta cifra es distribuida entre todos los familiares directos).  Según el informe anual de la CMAN de 2021, para ese año ya se había logrado un avance aproximado del 98.85% de las reparaciones económicas.

#### Reparaciones en educación
Los beneficiarios son todas las víctimas inscritas en el Registro Especial de Beneficiarios de Reparaciones en Educación (REBRED) o en el RUV. Los elementos de estas reparaciones son la exoneración de pagos, becas integrales y educación para adultos. Uno de los programas específicos de educación es Repared, que surgió como una de las modalidades del Programa Beca 18 de Pronabec. También, se estableció la Beca Técnico Productiva, reservas de vacantes en universidades públicas, reservas de vacantes en Institutos de Educación Superior Tecnológicos, Colegios de Alto Rendimiento y el Programa de Alfabetización y Continuidad Educativa.Según la CMAN, en 2021 este programa solo había logrado atender al 6.91% de víctimas de la violencia, una cifra muy reducida respecto a los otros programas de reparación

#### Reparaciones en salud
Los beneficiarios de las reparaciones en salud son tanto las victimas individuales como colectivas inscritas en el RUV. Según la CVR (2003), la relevancia de estas reparaciones radica en que la población más afectada por la violencia pueda recuperar la salud mental y física, reconfigurar sus redes de apoyo social, y fortalecer sus capacidades que le permitan el desarrollo a nivel personal y comunitario. Estas reparaciones han sido asumidas principalmente por el Ministerio de Salud (MINSA), el cual ofreció en 2006 el acceso al Seguro Integral de Salud (SIS) a todas las víctimas de la violencia y elaboró el Programa de Atención en Salud Mental Regional (2005-2010). Este último estuvo enfocado en la población de las regiones más afectadas por el conflicto. Entre 2011 y 2021, la CMAN calcula que el N° total de victimas que recibieron atención en salud fue del 71.81%. 
Reparaciones en acceso habitacional
Estas reparaciones se otorgan dentro del programa social Techo Propio bajo tres modalidades: adquisición de vivienda nueva, mejoramiento de vivienda y construcción en sitio propio. Los beneficiarios fueron las personas desplazadas o las que perdieron su vivienda por el periodo de violencia. En 2021, la CMAN registró que solo el 33.81% % de víctimas inscritas en el RUV han logran acceder a recibido bonos del Programa Techo Propio y títulos de propiedad de vivienda.

#### Reparaciones colectivas
Las reparaciones colectivas se centran en la creación de proyectos de construcción y recuperación de la infraestructura con la finalidad de mejorar los servicios básicos y productivos de las víctimas colectivas. Estas últimas hace referencia a las comunidades campesinas y nativas, centros poblados y organizaciones de desplazados. El Gobierno Central trabaja en conjunto con gobiernos regionales y locales para ejecutar los proyectos que permita mejorar los servicios básicos y el desarrollo de las economías de cada localidad. De acuerdo con la CMAN, en 2021 se habían atendido al 72.08%.% de víctimas colectivas a través de los proyectos de infraestructura.

#### Reparaciones simbólicas
Según la CVR (2003), la reparación simbólica tiene como objetivo el reconocimiento de la verdad través de distintos elementos simbólicos que se convierten en puntos de referencia del pasado de un lugar. Estos le permiten a la comunidad y al Estado asumir responsabilidad y solicitar perdón por los daños ocasionados a las víctimas. La CVR planteó cuatro mecanismos de reparación simbólica oficiales: los gestos públicos como son los pedidos de disculpas públicas, los actos de reconocimiento como la creación de fechas nacionales de conmemoración a las víctimas, los actos que conducen a la reconciliación como el cierre de locales asociados a la violencia, y los espacios de memoria. En el Perú, se han observado avances sobre todo en cuanto a la creación de espacios de memoria estatales como la exposición «Yuyanapaq. Para recordar», la cual fue creada en 2003 y promovida por la CVR; y el Lugar de la Memoria, la Tolerancia y la Inclusión Social (LUM), inaugurada en 2016.Sin embargo, aún quedan pendientes centrales como la construcción del Santuario de la Memoria La Hoyada en Ayacucho. Esta es una demanda de la Asociación Nacional de Familiares de Secuestrados, Detenidos y Desaparecidos del Perú (ANFASEP), la cual busca que se construya un santuario en el lugar donde fueron encontrados los restos de varios detenidos y desaparecidos en el cuartel militar “Los Cabitos”.